# Arcuator lindneri
Arcuator lindneri är en tvåvingeart som beskrevs av Curtis W. Sabrosky 1985. Arcuator lindneri ingår i släktet Arcuator och familjen fritflugor.
Artens utbredningsområde är Nigeria. Inga underarter finns listade i Catalogue of Life.